# Кичера (заповідне урочище)
Киче́ра — заповідне урочище місцевого значення в Україні. Об'єкт природно-заповідного фонду Івано-Франківської області. 
Розташоване на території Долинського району Івано-Франківської області, на південь від села Розточки. 
Площа 8,7 га. Статус надано згідно з рішенням облвиконкому від 19.07.1988 року № 128. Перебуває у віданні ДП «Вигодський лісгосп» (Церківнянське л-во, кв. 51, вид. 3, 22). 
Статус присвоєно для збереження частини лісового масиву з високопродуктивними модриново-ялицевими насадженнями.